# Hideki Matsuyama
Pour les articles homonymes, voir Matsuyama.
Hideki Matsuyama (松山 英樹, Matsuyama Hideki) est un golfeur japonais né le 29 février 1992 à Matsuyama au Japon. Professionnel depuis 2013, il est vainqueur du Championnat Amateur Asiatique en 2010 et 2011, de cinq tournoi du PGA Tour, de huit tournois du Japan Golf Tour et de deux tournois du World Golf Championships. Il est le golfeur japonais le mieux classé de tous les temps au World Golf Ranking avec une deuxième place acquis grâce à sa deuxième place à l'US Open de golf 2017. Il est le premier joueur japonais vainqueur d'un tournoi majeur, en remportant le Masters d'Augusta 2021.

## Carrière amateur
À partir de 2010, il étudie à l'Université du Tōhoku de Sendai. Il remporte le Championnat Asiatique Amateur en 2010 avec un score de 68-69-65-67=269. Cette victoire le qualifie pour le Masters de golf 2011, dont il est le premier amateur Japonais à y prendre part. Il termine 27e et premier amateur et remporte la Coupe d'Argent, discerné au meilleur amateur. Il est par ailleurs le seul amateur à passer le cut. La semaine suivant, il termine troisième lors du Japon Open Golf Championship sur la Japan Golf Tour.
Au Universiade d'été de 2011, il remporte la médaille d'or en individuel ainsi que par équipe. En octobre 2011, il conserve son titre au Championnat Asiatique Amateur, et se qualifie de nouveau au Masters. En novembre, il remporte son premier tournoi professionnel, le Mitsui Sumitomo VISA Taiheiyo Masters sur le Japan Golf Tour.
En août 2012, Matsuyama devient numéro un mondial amateur au World Amateur Golf Ranking.

## Carrière professionnelle

### 2013
Hideki Matsuyama passe professionnel en avril 2013. Il remporte quelques jours plus tard son deuxième tournoi professionnel, le Tsuruya Open. Cinq semaines plus tard, il remporte son troisième titre sur le Japan Golf Tour lors du Diamant Cup Golf. Sa quatrième victoire arrive en septembre, lors du Fujisankei Classic, la cinquième en décembre au Casio World Open. Il termine premier de la Money List du Japon Golf Tour, c'est le premier rookie à réussir cet exploit.
En majeur, il ne participe pas au Masters, mais se qualifie pour les autres majeurs de l'année. Lors de l'US Open, il termine à la dixième place, ce qui lui permet d'intègrer le top 50 mondial. Il fait un nouveau top 10 avec une 6e place lors de l'Open britannique hommes, puis termine 19e lors du Championnat de la PGA.

### 2014
Il remporte sa première sa première victoire sur le PGA Tour au   Memorial Tournament, en battant Kevin Na en barrage. Cette victoire lui permet de prendre la 13e place au classement mondial. C'est la première victoire sur le PGA Tour pour un joueur Japonais depuis Ryuji Imada en 2008. Pour sa première saison complète en tant que membre du PGA tour, il termine 28e au classement de la FedEx Cup.
Sur le Japan Golf Tour, il remporte en novembre le Dunlop Phoenix  en barrage face à Hiroshi Iwata. En majeur, il ne passe pas le cut au Masters, et fini les trois autres tournois entre la 35e et la 39e places.

### 2015
Pour la première fois depuis le début de sa carrière, il ne remporte pas de tournoi au cours de l'année. Néanmoins, il termine cinquième à Augusta pour son quatrième Masters, le meilleur résultat en majeur depuis le début de sa carrière. Il termine 16e au classement de la FedEx Cup. Du 8 au 11 octobre, il participe à la Presidents Cup pour l'Équipe Internationale. Il remporte deux matchs pour une défaite et un match nul.

### 2016
Le 7 février, il remporte le Waste Management Phoenix Open en barrage face à l'américain Rickie Fowler. Cette victoire lui permet d’atteindre la 12e place mondiale.
Le 16 octobre, il gagne pour la septième fois sur le Japan Tour, l'Open du Japon, avec trois coups d'avance sur Yuta Ikeda et Lee Kyoung-hoon. Grâce à cette victoire, il inscrit son nom au palmarès de quatre des cinq tournois du Japon Golf Tour dont la dotation dépasse les 200 000 000 ￥.
Le 30 octobre, il remporte son premier tournoi du World Golf Championships, le  WGC-HSBC Champions. C'est le premier Japonais à remporter un WGC depuis l'instauration de ceux-ci en 1999. Grâce à cette victoire, Il monte au 6e rang mondial, le deuxième plus haute classement obtenu par un joueur japonais après la 5e place de Masashi Ozaki. Hideki Matsuyama l'égale en janvier 2017 après le Farmers Insurance Open.
Le 13 novembre, il remporte pour la deuxième fois le Taiheiyo Masters. Il avait obtenu sa première victoire dans ce tournoi à dix-neuf ans en 2011, alors qu'il était encore amateur. Le 4 décembre, il remporte le Hero World Challenge, tournoi joué aux Bahamas.
En majeur, il finit dans le Top 10 au Masters et au Championnat de la PGA, mais ne passe pas le Cut dans les autres majeurs de l'année.

### 2017
Il commence l'année en conservant son titre au Waste Management Phoenix Open, de nouveau en barrage mais cette fois contre Webb Simpson. Il termine deuxième de l'US Open joué à Erin Collines, alors que les trois meilleurs joueurs du monde à ce moment (Dustin Johnson, Rory McIlroy et Jason Day) ne passent pas le cut. Cela lui permet d'atteindre la 2e place au Classement Mondial, son meilleur classement et le meilleur classement obtenu par un Japonais.
Il remporte ensuite le WGC-Bridgestone Invitational en août, en battant le record du parcours grâce à une carte de 61 lors du dernier tour, ce qui lui permet de gagner avec cinq coups d'avance

## Victoires amateurs (5)
- 2010 Championnat Asiatique Amateur
- 2011 Japan Collegiate Championship, Universiade d'été, Championnat Asiatique Amateur
- 2012 Japan Collegiate Championship

## Victoire en WGC (2)
| Année | Championnat                  | Score                 | Avance  | Deuxième(s)                   |
| ----- | ---------------------------- | --------------------- | ------- | ----------------------------- |
| 2016  | WGC-HSBC Champions           | -23 (66-65-68-66=265) | 7 coups | Daniel Berger, Henrik Stenson |
| 2017  | WGC-Bridgestone Invitational | -16 (69-67-67-61=264) | 5 coups | Zach Johnson                  |

### Victoires sur le PGA Tour (3)
| No. | Date           | Tournoi                           | Score                 | Avance  | Deuxième(s)   |
| --- | -------------- | --------------------------------- | --------------------- | ------- | ------------- |
| 1   | 1er juin 2014  | Memorial Tournament               | −13 (70-67-69-69=275) | Barrage | Kevin Na      |
| 2   | 7 février 2016 | Waste Management Phoenix Open     | −14 (65-70-68-67=270) | Barrage | Rickie Fowler |
| 3   | 5 février 2017 | Waste Management Phoenix Open (2) | −17 (65-68-68-66=267) | Barrage | Webb Simpson  |

### Victoires sur le Japan Golf Tour (8)
| No. | Date              | Tournoi                                               | Score                 | Avance    | Deuxième(s)                                   |
| --- | ----------------- | ----------------------------------------------------- | --------------------- | --------- | --------------------------------------------- |
| 1   | 13 novembre 2011  | Mitsui Sumitomo Visa Taiheiyo Masters (as an amateur) | −13 (71-64-68=203)    | 2 coups   | Toru Taniguchi                                |
| 2   | 28 avril 2013     | Tsuruya Open                                          | −18 (69-63-68-66=266) | 1 coup    | David Oh                                      |
| 3   | 2 juin 2013       | Diamond Cup Golf                                      | −9 (71-69-68-71=279)  | 2 coups   | Brendan Jones, Park Sung-joon, Kim Hyung-sung |
| 4   | 8 septembre 2013  | Fujisankei Classic                                    | −9 (66-70-66-73=275)  | Barrage   | Park Sung-joon, Hideto Tanihara               |
| 5   | 1er décembre 2013 | Casio World Open                                      | −12 (72-66-68-70=276) | 1 coup    | Yuta Ikeda                                    |
| 6   | 23 novembre 2014  | Dunlop Phoenix                                        | −15 (68-64-67-70=269) | Barrage   | Hiroshi Iwata                                 |
| 7   | 16 octobre 2016   | Japan Open Golf Championship                          | −5 (71-70-65-69=275)  | 3 strokes | Yuta Ikeda, Lee Kyoung-hoon                   |
| 8   | 13 novembre 2016  | Mitsui Sumitomo Visa Taiheiyo Masters (2)             | −23 (65-66-65-69=265) | 7 coups   | Song Young-han                                |

### Autre victoire (1)
- 2016 Hero World Challenge

## Résultats en majeurs
| Tournoi               | 2011  | 2012 | 2013 | 2014 | 2015 | 2016 | 2017 | 2018 | 2019 | 2020 | 2021 |
| --------------------- | ----- | ---- | ---- | ---- | ---- | ---- | ---- | ---- | ---- | ---- | ---- |
| Masters               | T27LA | T54  | DNP  | CUT  | 5    | T7   | T11  | 19   | T32  | T16  | 1    |
| US Open               | DNP   | DNP  | T10  | T35  | T18  | CUT  | T2   | T16  | T16  | T22  |      |
| Open Britannique      | DNP   | DNP  | T6   | T39  | T18  | CUT  | T14  | CUT  | T21  | T17  |      |
| Championnat de la PGA | DNP   | DNP  | T19  | T35  | T37  | T4   | T5   | T35  | CUT  | PDT  |      |

- Victoire
- Top 10
- Ne participe pas

CUT = ne passe pas le CUT
"T" indique une égalité pour une place
"PDT" = Pas de tournoi pour cause de COVI-19

## Sélection en équipe
Amateur
- Eisenhower Trophy (représentant le Japon): 2008, 2012
- Jeux mondiaux Universitaires (représentant le Japon): 2011 (victoire)

Professionnel
- Coupe des présidents (représentant de l'équipe Internationale): 2013, 2015
- Coupe du monde (représentant le Japon): 2016